# 更埴インターチェンジ
更埴インターチェンジ（こうしょくインターチェンジ）は、長野県千曲市の長野自動車道にあるインターチェンジである。千曲市（旧更埴市）、長野市篠ノ井地区の最寄りICである。
更埴JCTに隣接しているため、集散路により本線への流入・流出をスムーズに処理している。更埴BSがIC外側に併設されている。

## 道路
- E19 長野自動車道（7番）[3]

## 接続する路線
- 国道18号
  - 篠ノ井バイパス
  - 長野県道77号長野上田線

## 料金所
- ブース数：7

### 入口
- ブース数：3
  - ETC専用：1
  - ETC・一般：1
  - 一般：1

### 出口
- ブース数：4
  - ETC専用：2
  - 一般：2

## 周辺
- あんずの里
- しなの鉄道
  - 屋代高校前駅

（周辺を北陸新幹線が通過する）
- 屋代駅
- 北安曇郡白馬村、大町市（この地区への最短IC）
- 長野県立歴史館
- 千曲市役所
- 千曲警察署
- 千曲郵便局
- 長野県屋代高等学校
- カインズホーム更埴店
- 西友粟佐店
- 戸倉上山田温泉

## 更埴バスストップ
更埴バスストップ（こうしょくバスストップ）は、長野県千曲市の長野自動車道更埴インターチェンジ外側に併設されている高速バス停留所である。本停留所に停車する高速バスは、旅客案内上の停留所名を「長野道更埴インター」としている。

### 停車する路線
- 長野 - 京都・大阪（梅田）線（アルペン長野号、アルピコ交通）
姨捨BS - 更埴BS - 長野インター前
- 長野 - 名古屋線（アルピコ交通・名鉄バス）
姨捨BS - 更埴BS - 長野インター前

## 隣
E19 長野自動車道
(6) 麻績IC - (6-1) 姨捨SA/スマートIC - (7) 更埴IC - (12) 更埴JCT